# Arizona kongresszusi delegációinak listája
Ez a lista az Amerikai Egyesült Államok Arizona államának szenátorait, illetve képviselőházi képviselőit sorolja föl. Arizonát az Egyesült Államok 1848-ban a Treaty of Guadalupe Hidalgo dokumentum értelmében vásárolta meg az akkor éppen pénzzavarban lévő Mexikói Köztársaságtól 15 millió dollárért. 1853-ban a Gila River alatti földeket az Államok megvásárolta Mexikótól a "Gadsden Purchase" értelmében. Ekkor már Arizona Új Mexikó Territórium része volt, amíg a déli részek kiváltak az Unióból, s 1861. március 16-án Arizona Territórium lett. 1862. február 24-én csatlakozott az Államokhoz. Hivatalos neve Arizona Territory lett, s a határokat csak később jelölték ki. Ekkortájt "Gadsonia", "Pimeria", "Montezuma", "Arizuma", és "Arizonia" mind a territóriumhoz tartozott. Lincoln elnök által aláírt szerződésben az "Arizona" név szerepelt, így az elnevezés végleges lett.
Arizona 1912. február 14-én vált az USA teljes jogú, negyvennyolcadik tagállamává.
A képviselőket kétévente választják meg, a szenátorok közül az egyik az 1., a második pedig a 3. osztály tagja.

## Jelenlegi delegáció

### Képviselők
| Az Amerikai Egyesült Államok 115. kongresszusa képviselőházi tagjainak listája | Az Amerikai Egyesült Államok 115. kongresszusa képviselőházi tagjainak listája | Az Amerikai Egyesült Államok 115. kongresszusa képviselőházi tagjainak listája | Az Amerikai Egyesült Államok 115. kongresszusa képviselőházi tagjainak listája | Az Amerikai Egyesült Államok 115. kongresszusa képviselőházi tagjainak listája | Az Amerikai Egyesült Államok 115. kongresszusa képviselőházi tagjainak listája | Az Amerikai Egyesült Államok 115. kongresszusa képviselőházi tagjainak listája | Az Amerikai Egyesült Államok 115. kongresszusa képviselőházi tagjainak listája |
| Körzet                                                                         | Kép                                                                            | Képviselő                                                                      | Párt                                                                           | Körzet székhelye                                                               | Körzet térképe                                                                 | Hivatali idő kezdete                                                           | A képviselő születési éve                                                      |
| ------------------------------------------------------------------------------ | ------------------------------------------------------------------------------ | ------------------------------------------------------------------------------ | ------------------------------------------------------------------------------ | ------------------------------------------------------------------------------ | ------------------------------------------------------------------------------ | ------------------------------------------------------------------------------ | ------------------------------------------------------------------------------ |
| 1.                                                                             |                                                                                | Tom O'Halleran                                                                 |                                                                                | Flagstaff                                                                      |                                                                                | 2017                                                                           | 1946                                                                           |
| 2.                                                                             |                                                                                | Martha McSally                                                                 |                                                                                | Tucson                                                                         |                                                                                | 2015                                                                           | 1966                                                                           |
| 3.                                                                             |                                                                                | Raúl Grijalva                                                                  |                                                                                | Yuma                                                                           |                                                                                | 2003                                                                           | 1948                                                                           |
| 4.                                                                             |                                                                                | Paul Gosar                                                                     |                                                                                | Prescott                                                                       |                                                                                | 2011                                                                           | 1958                                                                           |
| 5.                                                                             |                                                                                | Andy Biggs                                                                     |                                                                                | Mesa                                                                           |                                                                                | 2017                                                                           | 1958                                                                           |
| 6.                                                                             |                                                                                | David Schweikert                                                               |                                                                                | Scottsdale                                                                     |                                                                                | 2011                                                                           | 1962                                                                           |
| 7.                                                                             |                                                                                | Ruben Gallego                                                                  |                                                                                | Phoenix                                                                        |                                                                                | 2015                                                                           | 1979                                                                           |
| 8.                                                                             |                                                                                | Trent Franks                                                                   |                                                                                | Glendale                                                                       |                                                                                | 2003                                                                           | 1957                                                                           |
| 9.                                                                             |                                                                                | Kyrsten Sinema                                                                 |                                                                                | Phoenix/Mesa                                                                   |                                                                                | 2013                                                                           | 1976                                                                           |

## Arizona szenátorainak listája
| 1. osztály                 | 1. osztály      | Kongresszus     | 3. osztály              | 3. osztály                |
| -------------------------- | --------------- | --------------- | ----------------------- | ------------------------- |
| Henry Fountain Ashurst (D) |                 | 62 (1912–1913)  |                         | Marcus Aurelius Smith (D) |
| Henry Fountain Ashurst (D) | 63 (1913–1915)  |                 |                         | Marcus Aurelius Smith (D) |
| Henry Fountain Ashurst (D) | 64 (1915–1917)  |                 |                         | Marcus Aurelius Smith (D) |
| Henry Fountain Ashurst (D) | 65 (1917–1919)  |                 |                         | Marcus Aurelius Smith (D) |
| Henry Fountain Ashurst (D) | 66 (1919–1921)  |                 |                         | Marcus Aurelius Smith (D) |
| Henry Fountain Ashurst (D) | 67 (1921–1923)  |                 | Ralph Henry Cameron (R) |                           |
| Henry Fountain Ashurst (D) | 68 (1923–1925)  |                 | Ralph Henry Cameron (R) |                           |
| Henry Fountain Ashurst (D) | 69 (1925–1927)  |                 | Ralph Henry Cameron (R) |                           |
| Henry Fountain Ashurst (D) | 70 (1927–1929)  |                 | Carl Hayden (D)         |                           |
| Henry Fountain Ashurst (D) | 71 (1929–1931)  |                 | Carl Hayden (D)         |                           |
| Henry Fountain Ashurst (D) | 72 (1931–1933)  |                 | Carl Hayden (D)         |                           |
| Henry Fountain Ashurst (D) | 73 (1933–1935)  |                 | Carl Hayden (D)         |                           |
| Henry Fountain Ashurst (D) | 74 (1935–1937)  |                 | Carl Hayden (D)         |                           |
| Henry Fountain Ashurst (D) | 75 (1937–1939)  |                 | Carl Hayden (D)         |                           |
| Henry Fountain Ashurst (D) | 76 (1939–1941)  |                 | Carl Hayden (D)         |                           |
| Ernest W. McFarland (D)    |                 | 77 (1941–1943)  | Carl Hayden (D)         |                           |
| Ernest W. McFarland (D)    | 78 (1943–1945)  |                 | Carl Hayden (D)         |                           |
| Ernest W. McFarland (D)    | 79 (1945–1947)  |                 | Carl Hayden (D)         |                           |
| Ernest W. McFarland (D)    | 80 (1947–1949)  |                 | Carl Hayden (D)         |                           |
| Ernest W. McFarland (D)    | 81 (1949–1951)  |                 | Carl Hayden (D)         |                           |
| Ernest W. McFarland (D)    | 82 (1951–1953)  |                 | Carl Hayden (D)         |                           |
| Barry Goldwater (R)        |                 | 83 (1953–1955)  | Carl Hayden (D)         |                           |
| Barry Goldwater (R)        | 84 (1955–1957)  |                 | Carl Hayden (D)         |                           |
| Barry Goldwater (R)        | 85 (1957–1959)  |                 | Carl Hayden (D)         |                           |
| Barry Goldwater (R)        | 86 (1959–1961)  |                 | Carl Hayden (D)         |                           |
| Barry Goldwater (R)        | 87 (1961–1963)  |                 | Carl Hayden (D)         |                           |
| Barry Goldwater (R)        | 88 (1963–1965)  |                 | Carl Hayden (D)         |                           |
| Paul Jones Fannin (R)      |                 | 89 (1965–1967)  | Carl Hayden (D)         |                           |
| Paul Jones Fannin (R)      | 90 (1967–1969)  |                 | Carl Hayden (D)         |                           |
| Paul Jones Fannin (R)      | 91 (1969–1971)  |                 | Barry Goldwater (R)     |                           |
| Paul Jones Fannin (R)      | 92 (1971–1973)  |                 | Barry Goldwater (R)     |                           |
| Paul Jones Fannin (R)      | 93 (1973–1975)  |                 | Barry Goldwater (R)     |                           |
| Paul Jones Fannin (R)      | 94 (1975–1977)  |                 | Barry Goldwater (R)     |                           |
| Dennis DeConcini (D)       |                 | 95 (1977–1979)  | Barry Goldwater (R)     |                           |
| Dennis DeConcini (D)       | 96 (1979–1981)  |                 | Barry Goldwater (R)     |                           |
| Dennis DeConcini (D)       | 97 (1981–1983)  |                 | Barry Goldwater (R)     |                           |
| Dennis DeConcini (D)       | 98 (1983–1985)  |                 | Barry Goldwater (R)     |                           |
| Dennis DeConcini (D)       | 99 (1985–1987)  |                 | Barry Goldwater (R)     |                           |
| Dennis DeConcini (D)       | 100 (1987–1989) |                 | John McCain (R)         |                           |
| Dennis DeConcini (D)       | 101 (1989–1991) |                 | John McCain (R)         |                           |
| Dennis DeConcini (D)       | 102 (1991–1993) |                 | John McCain (R)         |                           |
| Dennis DeConcini (D)       | 103 (1993–1995) |                 | John McCain (R)         |                           |
| Jon Kyl (R)                |                 | 104 (1995–1997) | John McCain (R)         |                           |
| Jon Kyl (R)                | 105 (1997–1999) |                 | John McCain (R)         |                           |
| Jon Kyl (R)                | 106 (1999–2001) |                 | John McCain (R)         |                           |
| Jon Kyl (R)                | 107 (2001–2003) |                 | John McCain (R)         |                           |
| Jon Kyl (R)                | 108 (2003–2005) |                 | John McCain (R)         |                           |
| Jon Kyl (R)                | 109 (2005–2007) |                 | John McCain (R)         |                           |
| Jon Kyl (R)                | 110 (2007–2009) |                 | John McCain (R)         |                           |
| Jon Kyl (R)                | 111 (2009–2011) |                 | John McCain (R)         |                           |
| Jon Kyl (R)                | 112 (2011–2013) |                 | John McCain (R)         |                           |
| Jeff Flake (R)             |                 | 113 (2013–2015) | John McCain (R)         |                           |
| Jeff Flake (R)             | 114 (2015–2017) |                 | John McCain (R)         |                           |
| Jeff Flake (R)             | 115 (2017–2019) |                 | John McCain (R)         |                           |

## A képviselőházba delegált - szavazattal nem rendelkező - képviselők (1863 – 1912)
| Kongresszus                         | Képviselő                        |
| ----------------------------------- | -------------------------------- |
| Az USA 38. kongresszusa (1863–1865) | Charles Debrille Poston (R)      |
| Az USA 39. kongresszusa (1865–1867) | John Noble Goodwin (R)           |
| Az USA 40. kongresszusa (1867–1869) | Coles Bashford (I)               |
| Az USA 41. kongresszusa (1869–1871) | Richard Cunningham McCormick (U) |
| Az USA 42. kongresszusa (1871–1873) | Richard Cunningham McCormick (U) |
| Az USA 43. kongresszusa (1873–1875) | Richard Cunningham McCormick (U) |
| Az USA 44. kongresszusa (1875–1877) | Hiram Sanford Stevens (D)        |
| Az USA 45. kongresszusa (1877–1879) | Hiram Sanford Stevens (D)        |
| Az USA 46. kongresszusa (1879–1881) | John Goulder Campbell (D)        |
| Az USA 47. kongresszusa (1881–1883) | Granville Henderson Oury (D)     |
| Az USA 48. kongresszusa (1883–1885) | Granville Henderson Oury (D)     |
| Az USA 49. kongresszusa (1885–1887) | Curtis Coe Bean (R)              |
| Az USA 50. kongresszusa (1887–1889) | Marcus Aurelius Smith (D)        |
| Az USA 51. kongresszusa (1889–1891) | Marcus Aurelius Smith (D)        |
| Az USA 52. kongresszusa (1891–1893) | Marcus Aurelius Smith (D)        |
| Az USA 53. kongresszusa (1893–1895) | Marcus Aurelius Smith (D)        |
| Az USA 54. kongresszusa (1895–1897) | Nathan Oakes Murphy (R)          |
| Az USA 55. kongresszusa (1897–1899) | Marcus Aurelius Smith (D)        |
| Az USA 56. kongresszusa (1899–1901) | John Frank Wilson (D)            |
| Az USA 57. kongresszusa (1901–1903) | Marcus Aurelius Smith (D)        |
| Az USA 58. kongresszusa (1903–1905) | John Frank Wilson (D)            |
| Az USA 59. kongresszusa (1905–1907) | Marcus Aurelius Smith (D)        |
| Az USA 60. kongresszusa (1907–1909) | Marcus Aurelius Smith (D)        |
| Az USA 61. kongresszusa (1909–1911) | Ralph Henry Cameron (R)          |
| Az USA 62. kongresszusa (1911–1912) | Ralph Henry Cameron (R)          |

## A képviselőház tagjai

### 1913 – 1943: 1 képviselői hely
| Kongresszus                         | Képviselő                |
| ----------------------------------- | ------------------------ |
| Az USA 62. kongresszusa (1912–1913) | Carl Hayden (D)          |
| Az USA 63. kongresszusa (1913–1915) | Carl Hayden (D)          |
| Az USA 64. kongresszusa (1915–1917) | Carl Hayden (D)          |
| Az USA 65. kongresszusa (1917–1919) | Carl Hayden (D)          |
| Az USA 66. kongresszusa (1919–1921) | Carl Hayden (D)          |
| Az USA 67. kongresszusa (1921–1923) | Carl Hayden (D)          |
| Az USA 68. kongresszusa (1923–1925) | Carl Hayden (D)          |
| Az USA 69. kongresszusa (1925–1927) | Carl Hayden (D)          |
| Az USA 70. kongresszusa (1927–1929) | Lewis W. Douglas (D)     |
| Az USA 71. kongresszusa (1929–1931) | Lewis W. Douglas (D)     |
| Az USA 72. kongresszusa (1931–1933) | Lewis W. Douglas (D)     |
| Az USA 73. kongresszusa (1933–1935) | Isabella Selmes Greenway |
| Az USA 74. kongresszusa (1935–1937) | Isabella Selmes Greenway |
| Az USA 75. kongresszusa (1937–1939) | John R. Murdock (D)      |
| Az USA 76. kongresszusa (1939–1941) | John R. Murdock (D)      |
| Az USA 77. kongresszusa (1941–1943) | John R. Murdock (D)      |

### 1943 – 1963: 2 képviselői hely
Az 1940. évi népszámlálás alapján Arizona 2 képviselői helyet kapott.
| Kongresszus                          | Kongresszus                          | Generális helyként kiosztva | Generális helyként kiosztva |
| Kongresszus                          | Kongresszus                          | 1.                          | 2.                          |
| ------------------------------------ | ------------------------------------ | --------------------------- | --------------------------- |
| Az USA 78. kongresszusa (1943–1945)  | Az USA 78. kongresszusa (1943–1945)  | John R. Murdock (D)         | Richard F. Harless (D)      |
| Az USA 79. kongresszusa (1945–1947)  |                                      | John R. Murdock (D)         | Richard F. Harless (D)      |
| Az USA 80. kongresszusa (1947–1949)  |                                      | John R. Murdock (D)         | Richard F. Harless (D)      |
|                                      |                                      | Körzet                      |                             |
| 1.                                   | 2.                                   |                             |                             |
| Az USA 81. kongresszusa (1949–1951)  | Az USA 81. kongresszusa (1949–1951)  | John R. Murdock (D)         | Harold A. Patten (D)        |
| Az USA 82. kongresszusa (1951–1953)  |                                      | John R. Murdock (D)         | Harold A. Patten (D)        |
| Az USA 83. kongresszusa] (1953–1955) | Az USA 83. kongresszusa] (1953–1955) | John Jacob Rhodes (R)       | Harold A. Patten (D)        |
| Az USA 84. kongresszusa (1955–1957)  | Az USA 84. kongresszusa (1955–1957)  | John Jacob Rhodes (R)       | Stewart Lee Udall (D)       |
| Az USA 85. kongresszusa (1957–1959)  |                                      | John Jacob Rhodes (R)       | Stewart Lee Udall (D)       |
| Az USA 86. kongresszusa (1959–1961)  |                                      | John Jacob Rhodes (R)       | Stewart Lee Udall (D)       |
| Az USA 87. kongresszusa (1961–1963)  |                                      | John Jacob Rhodes (R)       | Stewart Lee Udall (D)       |
|                                      | Mo Udall (D)                         | John Jacob Rhodes (R)       |                             |

### 1963 – 1973: 3 képviselői hely
Az 1960. évi népszámlálás alapján Arizona 3 képviselői helyet kapott.
| Kongresszus                         | Körzet                | Körzet       | Körzet                           |
| Kongresszus                         | 1.                    | 2.           | 3.                               |
| ----------------------------------- | --------------------- | ------------ | -------------------------------- |
| Az USA 88. kongresszusa (1963–1965) | John Jacob Rhodes (R) | Mo Udall (D) | George Frederick Senner, Jr. (D) |
| Az USA 89. kongresszusa (1965–1967) | John Jacob Rhodes (R) | Mo Udall (D) | George Frederick Senner, Jr. (D) |
| Az USA 90. kongresszusa (1967–1969) | John Jacob Rhodes (R) | Mo Udall (D) | Sam Steiger (R)                  |
| Az USA 91. kongresszusa (1969–1971) | John Jacob Rhodes (R) | Mo Udall (D) | Sam Steiger (R)                  |
| Az USA 92. kongresszusa (1971–1973) | John Jacob Rhodes (R) | Mo Udall (D) | Sam Steiger (R)                  |

### 1973 – 1983: 4 képviselői hely
Az 1970. évi népszámlálás alapján Arizona 4 képviselői helyet kapott.
| Kongresszus                         | Kongresszus                         | Körzet                | Körzet       | Körzet          | Körzet                   |
| Kongresszus                         | Kongresszus                         | 1.                    | 2.           | 3.              | 4.                       |
| ----------------------------------- | ----------------------------------- | --------------------- | ------------ | --------------- | ------------------------ |
| Az USA 93. kongresszusa (1973–1975) | Az USA 93. kongresszusa (1973–1975) | John Jacob Rhodes (R) | Mo Udall (D) | Sam Steiger (R) | John Bertrand Conlan (R) |
| Az USA 94. kongresszusa (1975–1977) |                                     | John Jacob Rhodes (R) | Mo Udall (D) | Sam Steiger (R) | John Bertrand Conlan (R) |
| Az USA 95. kongresszusa (1977–1979) | Az USA 95. kongresszusa (1977–1979) | John Jacob Rhodes (R) | Mo Udall (D) | Bob Stump (D)   | Eldon D. Rudd (R)        |
| Az USA 96. kongresszusa (1979–1981) |                                     | John Jacob Rhodes (R) | Mo Udall (D) | Bob Stump (D)   | Eldon D. Rudd (R)        |
| Az USA 97. kongresszusa (1981–1983) |                                     | John Jacob Rhodes (R) | Mo Udall (D) | Bob Stump (D)   | Eldon D. Rudd (R)        |
|                                     | Bob Stump (R)                       | John Jacob Rhodes (R) | Mo Udall (D) |                 | Eldon D. Rudd (R)        |

### 1983 – 1893: 5 képviselői hely
Az 1980. évi népszámlálás alapján Arizona 5 képviselői helyet kapott.
| Kongresszus                          | Kongresszus                          | Körzet                    | Körzet       | Körzet        | Körzet            | Körzet                         |
| Kongresszus                          | Kongresszus                          | 1.                        | 2.           | 3.            | 4.                | 5.                             |
| ------------------------------------ | ------------------------------------ | ------------------------- | ------------ | ------------- | ----------------- | ------------------------------ |
| Az USA 98. kongresszusa (1983–1985)  | Az USA 98. kongresszusa (1983–1985)  | John McCain (R)           | Mo Udall (D) | Bob Stump (R) | Eldon D. Rudd (R) | James Francis McNulty, Jr. (D) |
| Az USA 99. kongresszusa (1985–1987)  | Az USA 99. kongresszusa (1985–1987)  | John McCain (R)           | Mo Udall (D) | Bob Stump (R) | Eldon D. Rudd (R) | Jim Kolbe (R)                  |
| Az USA 100. kongresszusa (1987–1989) | Az USA 100. kongresszusa (1987–1989) | John Jacob Rhodes III (R) | Mo Udall (D) | Bob Stump (R) | Jon Kyl (R)       | Jim Kolbe (R)                  |
| Az USA 101. kongresszusa (1989–1991) |                                      | John Jacob Rhodes III (R) | Mo Udall (D) | Bob Stump (R) | Jon Kyl (R)       | Jim Kolbe (R)                  |
| Az USA 102. kongresszusa (1991–1993) |                                      | John Jacob Rhodes III (R) | Mo Udall (D) | Bob Stump (R) | Jon Kyl (R)       | Jim Kolbe (R)                  |
|                                      | Ed Pastor (D)                        | John Jacob Rhodes III (R) |              | Bob Stump (R) | Jon Kyl (R)       | Jim Kolbe (R)                  |

### 1993 – 2003: 8 képviselői hely
Az 1990. évi népszámlálás alapján Arizona 6 képviselői helyet kapott.
| Kongresszus                          | Körzet                    | Körzet        | Körzet        | Körzet              | Körzet        | Körzet             |
| Kongresszus                          | 1.                        | 2.            | 3.            | 4.                  | 5.            | 6.                 |
| ------------------------------------ | ------------------------- | ------------- | ------------- | ------------------- | ------------- | ------------------ |
| Az USA 103. kongresszusa (1993–1995) | Samuel G. Coppersmith (D) | Ed Pastor (D) | Bob Stump (R) | Jon Kyl (R)         | Jim Kolbe (R) | Karan English (D)  |
| Az USA 104. kongresszusa (1995–1997) | Matt Salmon (R)           | Ed Pastor (D) | Bob Stump (R) | John B. Shadegg (R) | Jim Kolbe (R) | J. D. Hayworth (R) |
| Az USA 105. kongresszusa (1997–1999) | Matt Salmon (R)           | Ed Pastor (D) | Bob Stump (R) | John B. Shadegg (R) | Jim Kolbe (R) | J. D. Hayworth (R) |
| Az USA 106. kongresszusa (1999–2001) | Matt Salmon (R)           | Ed Pastor (D) | Bob Stump (R) | John B. Shadegg (R) | Jim Kolbe (R) | J. D. Hayworth (R) |
| Az USA 107. kongresszusa (2001–2003) | Jeff Flake (R)            | Ed Pastor (D) | Bob Stump (R) | John B. Shadegg (R) | Jim Kolbe (R) | J. D. Hayworth (R) |

### 2003 – 2013: 8 képviselői hely
A 2000. évi népszámlálás alapján Arizona 8 képviselői helyet kapott.
| Kongresszus                          | Kongresszus                          | Körzet              | Körzet           | Körzet              | Körzet        | Körzet               | Körzet         | Körzet               | Körzet                 |
| Kongresszus                          | Kongresszus                          | 1.                  | 2.               | 3.                  | 4.            | 5.                   | 6.             | 7.                   | 8.                     |
| ------------------------------------ | ------------------------------------ | ------------------- | ---------------- | ------------------- | ------------- | -------------------- | -------------- | -------------------- | ---------------------- |
| Az USA 108. kongresszusa (2003–2005) | Az USA 108. kongresszusa (2003–2005) | Rick Renzi (R)      | Trent Franks (R) | John B. Shadegg (R) | Ed Pastor (D) | J. D. Hayworth (R)   | Jeff Flake (R) | Raúl M. Grijalva (D) | Jim Kolbe (R)          |
| Az USA 109. kongresszusa (2005–2007) |                                      | Rick Renzi (R)      | Trent Franks (R) | John B. Shadegg (R) | Ed Pastor (D) | J. D. Hayworth (R)   | Jeff Flake (R) | Raúl M. Grijalva (D) | Jim Kolbe (R)          |
| Az USA 110. kongresszusa (2007–2009) | Az USA 110. kongresszusa (2007–2009) | Rick Renzi (R)      | Trent Franks (R) | John B. Shadegg (R) | Ed Pastor (D) | Harry Mitchell (D)   | Jeff Flake (R) | Raúl M. Grijalva (D) | Gabrielle Giffords (D) |
| Az USA 111. kongresszusa (2009–2011) | Az USA 111. kongresszusa (2009–2011) | Ann Kirkpatrick (D) | Trent Franks (R) | John B. Shadegg (R) | Ed Pastor (D) | Harry Mitchell (D)   | Jeff Flake (R) | Raúl M. Grijalva (D) | Gabrielle Giffords (D) |
| Az USA 112. kongresszusa (2011–2013) |                                      | Paul Gosar (R)      | Trent Franks (R) | Ben Quayle (R)      | Ed Pastor (D) | David Schweikert (R) | Jeff Flake (R) | Raúl M. Grijalva (D) | Gabrielle Giffords (D) |
| Az USA 112. kongresszusa (2011–2013) | Ron Barber (D)                       | Paul Gosar (R)      | Trent Franks (R) | Ben Quayle (R)      | Ed Pastor (D) | David Schweikert (R) | Jeff Flake (R) | Raúl M. Grijalva (D) |                        |

### 2013 – jelenleg is: 9 képviselői hely
A 2010. évi népszámlálás alapján Arizona 9 képviselői helyet kapott.
| Kongresszus                          | Körzet              | Körzet             | Körzet            | Körzet         | Körzet          | Körzet               | Körzet            | Körzet           | Körzet             |
| Kongresszus                          | 1.                  | 2.                 | 3.                | 4.             | 5.              | 6.                   | 7.                | 8.               | 9.                 |
| ------------------------------------ | ------------------- | ------------------ | ----------------- | -------------- | --------------- | -------------------- | ----------------- | ---------------- | ------------------ |
| Az USA 113. kongresszusa (2013–2015) | Ann Kirkpatrick (D) | Ron Barber (D)     | Raul Grijalva (D) | Paul Gosar (R) | Matt Salmon (R) | David Schweikert (R) | Ed Pastor (D)     | Trent Franks (R) | Kyrsten Sinema (D) |
| Az USA 114. kongresszusa (2015–2017) | Ann Kirkpatrick (D) | Martha McSally (R) | Raul Grijalva (D) | Paul Gosar (R) | Matt Salmon (R) | David Schweikert (R) | Ruben Gallego (D) | Trent Franks (R) | Kyrsten Sinema (D) |
| Az USA 115. kongresszusa (2017–2019) | Tom O'Halleran (D)  | Martha McSally (R) | Raul Grijalva (D) | Paul Gosar (R) | Andy Biggs (R)  | David Schweikert (R) | Ruben Gallego (D) | Trent Franks (R) | Kyrsten Sinema (D) |

## Jelmagyarázat
| Know Nothing (Amerika-párt) (K-N)                  |
| Jackson-ellenes (Anti-J)–Nemzeti Republikánus (NR) |
| Adminisztráció-ellenes (Anti-Admin)                |
| Kőműves-ellenesek (Anti-M)                         |
| Konzervatív (Con)                                  |
| Demokrata (D)                                      |
| Dixiecrat–Államjog (SR)                            |
| Demokrata-Republikánus Párt (D-R)                  |
| Demokrata–Gazda–Munkáspárt (FL)                    |
| Föderalista (F)                                    |

| Szabad Demokrata (FS) |
| Ingyen Ezüst (FSv)    |
| Egyesülés (FU)        |
| Zöldhasú (GB)         |
| Zöld Párt (G)         |
| Jacksonian (J)        |
| Pártatlan Liga (NPL)  |
| Nullifier (N)         |
| Ellenzék (O)          |
| Populista (Pop)       |

| Adminisztráció-párti (Pro-Admin) |
| Progresszív (Prog)               |
| Szesztilalom (Proh)              |
| Helyreállító (Rea)               |
| Republikánus Párt (R)            |
| Szocialista (Soc)                |
| Unionista (U)                    |
| Whig (W)                         |
| Libertárius (L)                  |
| Függetlenek (I)                  |

## Életben lévő volt szenátorok
| Képviselő        | Hivatali idő | Osztály | Születési idő és életkor    |
| ---------------- | ------------ | ------- | --------------------------- |
| Dennis DeConcini | 1977–1995    | 1       | 1937. május 8. (87 éves)    |
| Jon Kyl          | 1995–2013    | 1       | 1942. április 25. (82 éves) |

## Életben lévő volt képviselők
| Képviselő            | Hivatali idő | Születési dátum és életkor     |
| -------------------- | ------------ | ------------------------------ |
| John Bertrand Conlan | 1973–1977    | 1930. szeptember 17. (94 éves) |
| John McCain          | 1983–1987    | 1936. augusztus 29. (88 éves)  |
| Jim Kolbe            | 1985–2007    | 1942. június 28. (82 éves)     |
| Jon Kyl              | 1987–1995    | 1942. április 25. (82 éves)    |
| Ed Pastor            | 1991–2015    | 1943. június 28. (81 éves)     |
| Sam Coppersmith      | 1993–1995    | 1955. május 22. (69 éves)      |
| Karan English        | 1993–1995    | 1949. március 23. (76 éves)    |
| J. D. Hayworth       | 1995–2007    | 1958. július 12. (66 éves)     |
| John Shadegg         | 1995 - 2011  | 1949. október 22. (75 éves)    |
| Jeff Flake           | 2001–2013    | 1962. december 31. (62 éves)   |
| Rick Renzi           | 2003–2009    | 1958. június 11. (66 éves)     |
| Harry Mitchell       | 2007–2011    | 1940. július 18. (84 éves)     |
| Gabrielle Giffords   | 2007–2012    | 1970. június 8. (54 éves)      |
| Ben Quayle           | 2011–2013    | 1976. november 5. (48 éves)    |
| Ron Barber           | 2012–2015    | 1945. augusztus 25. (79 éves)  |